# Mein Pferd
Mein Pferd ist eine Zeitschrift, die seit 2005 monatlich im Jahr Top Special Verlag erscheint.
Zielgruppe sind vorrangig Freizeitreiter im Alter von 20 bis 40 Jahren. Berichtet wird u. a. über Gesundheit, Reitlehre, Ausrüstung und die verschiedenen Reitweisen.
Ende 2011 ging die vom Jahr Top Special Verlag übernommene Zeitschrift Pegasus – freizeit im sattel auf, die Abonnenten erhielten in Folge die Zeitschrift Mein Pferd geliefert.

## Weblink
- Website des Magazins